# 今別 (今別町)
今別（いまべつ）は、青森県東津軽郡今別町にある大字。旧田舎郡今別村、旧津軽郡今別村に相当する。郵便番号は030-1502。古くは今淵と呼称された。

## 地理
町の北西部に位置し、東は大川平や山崎に続いて、西は外ヶ浜町三厩東町、南は五所川原市太田と接する。
北部は住宅地や商店が展開され、町役場や町内唯一の小学校である今別町立今別小学校が所在するなど今別町の経済的・政治的中心となっている。南部は山地や森林が発達している。

### 海洋・河川
- 津軽海峡
- 三厩湾
- 今別川：二級河川で流路14kmで流域面積は71.6km2[4]。小国峠付近を水源とし、北流して当地より三厩湾に注ぐ[4]。支流に、品川沢、上股川、佐六助川、関口川などがある[4]。
- 上股川：今別川の支流の一つ[4]。

### 小字
今別は以下のような小字を擁する。
- 今別
- 中沢
- 西田
- 宮本[注 2]

## 歴史
江戸時代は弘前藩に属しており、津軽郡田舎庄のもと、今別村が置かれた。今別港は藩政期には木材の積出港として重視されており、町奉行が設置されたため、今別町と称されることもあった。今別港は津軽半島東岸の蟹田とともに二浦と称されたほか、藩により、領内九浦の一にも指定された。

## 名称の由来
伝説によると、源義経一行が北上する途中、当地付近の川に行き、大雨の後、川を見に行ったところ、大幅に水量が増加していたので、浅瀬が淵になったと驚き、この地を「今淵」と命名し、これがのちに訛って「今別」になったとされる。

## 今別荒馬
今別では今別荒馬（いまべつあらま）と呼ばれる伝統芸能が盛んである。田植えが終わり、田の神が天に昇るとき、農民が神送り、早苗饗の行事として伝わってきた行事であり、現在では荒馬（馬役）と手綱（手綱取り役）がペアとなり、複数の組が隊列をなし、笛や太鼓のはやしに合わせて舞い、そのまわりを囲むように跳人（はねと）が跳ね回る形態となっている。
また、荒馬は隣接する大川平でも大川平荒馬と二股荒馬という形で盛んになっている。

## 施設
- 今別町役場
- 今別漁港
- 今別郵便局
- 今別町立今別小学校
- 外ヶ浜警察署今別駐在所
- 青森地域広域消防事務組合中央消防署今別分署
- JA青森 今別支店
- 青森みちのく銀行今別：ATMのみの営業[7]。
- 今別八幡宮
- 高野山観音堂：津軽三十三観音第二十番札所
- 本覚寺
- 正行寺

## 交通

### 鉄道
- 今別駅（JR津軽線）
- 津軽浜名駅（JR津軽線）

また、域内に新幹線の駅はないが、集落の南をJR北海道新幹線が通過している。

### 道路
- 国道280号
- 青森県道14号今別蟹田線
- 今別町道今別停車場線

### バス
- 今別町巡回バス[8]

## 学区
公立なのであれば、今別町立今別小学校および今別町立今別中学校に進学する。